# Martelu (Laubaleng)
Martelu is een bestuurslaag in het regentschap Karo van de provincie Noord-Sumatra, Indonesië. Martelu telt 837 inwoners (volkstelling 2010).